# 1857 en droit
Cet article présente les faits marquants de l'année 1857 en droit.

## Événements
- Allemagne : 
  - Rudolf von Jhering fonde la revue Jahrbücher für Dogmatik des heutigen römischen und deutschen Rechts, consacrée à la dogmatique juridique.
- Australie : 
  - Ouverture d'une faculté de droit à l'université de Melbourne.
- Canada : 
  - Création de la Commission de codification des lois civiles du Bas-Canada qui travaillera six ans pour aboutir au Code civil du Bas-Canada[1].
- Espagne : 
  - 9 septembre : loi Moyano sur l'instruction publique.
- États-Unis : 
  - 21 février : Coinage Act of 1857, loi sur la monnaie, interdisant l'utilisation des pièces de monnaie étrangères en tant que monnaie légale et abrogeant toutes les lois autorisant les devises étrangères en or ou en argent.
- Tunisie : 
  - 10 septembre : Pacte fondamental de 1857, déclaration des droits des sujets du bey de Tunis et de tous les habitants vivant dans la régence de Tunis[2].

## Naissances
- 6 mars : Horace Archambeault, juriste canadien québécois, juge en chef du Québec († le 25 août 1918)
- 8 avril (à Kinsman dans l'Ohio) : Clarence Seward Darrow, avocat américain († le 13 mars 1938 à Chicago)
- 26 novembre : Eugène Lafontaine, juriste canadien québécois, juge en chef du Québec († 21 avril 1935)
- 3 décembre : Henry Berthélemy, jurisconsulte français, professeur de droit administratif († 4 septembre 1943)
- Date précise inconnue :
  - Alfred Schicks, juriste belge, professeur de droit notarial à l'Université catholique de Louvain († 1933)

## Décès
- 4 mars : Niccola Nicolini, professeur de droit pénal italien (° 30 septembre 1772).
- 25 juillet : Eugène Lerminier, juriste français, titulaire de la chaire d’histoire générale et philosophique des législations comparées au Collège de France de 1831 à 1849 (né le 29 mars 1803.